# To Plant a Seed
To Plant a Seed è il primo album in studio del gruppo musicale statunitense We Came as Romans, pubblicato nel 2009.

## Tracce
1. To Plant a Seed – 3:51
2. Broken Statues – 3:41
3. Intentions (featuring Tyler Smith) – 3:01
4. Roads That Don't End and Views That Never Cease – 3:49
5. Dreams – 4:15
6. We Are the Reasons – 3:43
7. Beliefs – 4:06
8. I Will Not Reap Destruction – 3:58
9. Searching, Seeking, Reaching, Always – 2:56
10. An Ever-Growing Wonder – 3:57

- Edizione Deluxe - Tracce Bonus

1. To Move On Is to Grow – 3:47

## Formazione
- David Stephens – growl
- Kyle Pavone – voce, tastiera, piano, sintetizzatore
- Joshua Moore – chitarra, cori
- Lou Cotton – chitarra
- Andy Glass – basso, cori
- Eric Choi – batteria